# Bariba (peuple)
Pour les articles homonymes, voir bariba.
Les Bariba sont une population d'Afrique de l'Ouest vivant au nord du Bénin, et également dans une moindre mesure, au Nigeria et au Togo.

## Histoire
Vaste royaume fondé entre le XVe siècle av. J.-C. et le XVIe siècle, le royaume de Nikki pour cœur Ouénou, une petite localité située à 7 km de la ville de Nikki. Mais le territoire comprend tout le Borgou, l'Alibori, une partie de l'Atacora et une partie du Nigeria. Les villes qui composent le royaume de Nikki sont nombreuses à savoir Nikki, N'Dali, Kalalé, Bembéréké, Parakou, Banikoara, Kandi, Sinende, Gogounou, Ouassa-Pehunco, Kérou, Kouande, Tchaourou, Segbana. Le reste du Nord du Bénin est partagé entre les Dendi (Karimama et Malanville), les Yom (Djougou et Copargo), les Ottamari(Natitingou, Boukoumbé), les Waama (Natitingou, Toucountouna, Tanguiéta, Kouandé), les Lokpa(Ouaké) et les Anii(Bassila). Le royaume de Nikki a toujours fasciné les chercheurs à cause des différents peuples qui le compose à savoir les Wassangari et les Bariba, mais surtout à cause de l'histoire de son trône.
Avant de quitter Busa, pays Boko au Nigéria pour venir s'installer définitivement à Ouénou, les Wassangari viennent de la Perse antique. Leur ancêtre Kisra, Kissira ou Kissia selon le cas fut un idolatre, empereur de Perse, actuelle Iran, que l'avènement de l'Islam a fait fuir de son pays avec ses adeptes.
Leurs sociétés sont structurées en classes sociales strictes : nobles guerriers, griots, agriculteurs roturiers, artisans et esclaves. Les Bariba se retrouvent autour de la Fête de la Gaani. C'est une fête culturelle et identitaire célébrée chaque année dans tout le royaume bariba autour du Sina Boko de Nikki.

## La fête de l'Empereur: la Gaani

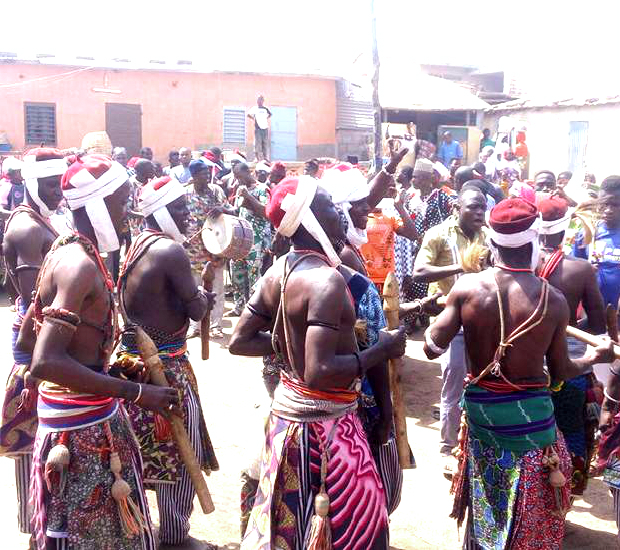
Fête de la Gaani en 2017.

La fête de la Gaani est une fête traditionnelle qui se déroule à Nikki, au début de l'année et précisément dans le troisième mois lunaire selon le calendrier Bariba. Elle est devenue aujourd’hui une fête identitaire qui rassemble non seulement des peuples ayant une même expression culturelle et linguistique, mais aussi ceux ayant un destin commun. Elle dure deux jours et c'est l'occasion pour le roi Baatonu de Nikki de recevoir des cadeaux et aussi de lui présenter les vœux de nouvel an.
Le début de la Gaani est toujours un grand moment d’émotions. Tambours et fanfares entament leurs rythmes enivrants, le premier cavalier arrive au centre du terrain pour ouvrir la cérémonie. Habillé d’une cape aux motifs dorés et d’un turban blanc, il fait danser son cheval au rythme des tambours. Elégamment, un éventail à la main, il fait tourner son cheval, d’abord lentement, puis de plus en plus rapidement. D’un coup, il s’arrête face au roi. Souriant, il le salue, puis le cheval fait une courbette et enchaîne les demi-voltes, toujours en rythme, vers la sortie.

## Ethnonymie
Selon les sources et le contexte, on observe de multiples variantes : Baatombou, Baatombu, Baatonou, Baatonu, Barba, Bargu, Bariba, Baruba, Batombou, Barganche 

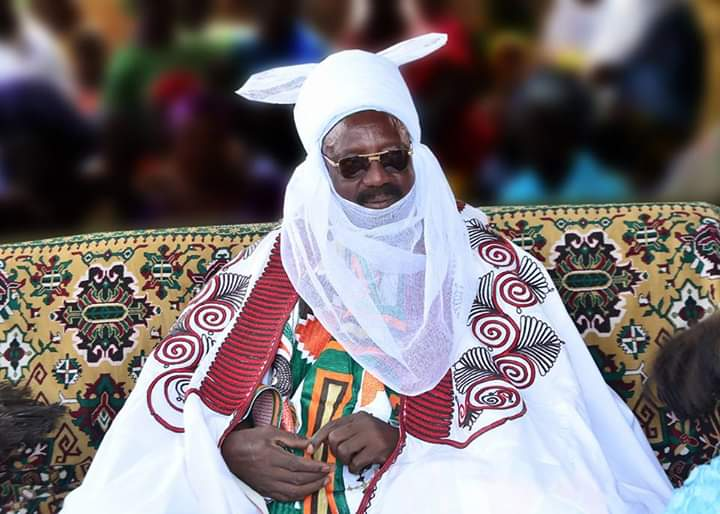
Wassangari.

Bergo, Bergou, Bogung, Borgawa.

## Langues
Ils parlent le bariba, une langue gur, mais le français est également utilisé. Le nombre de locuteurs du bariba était estimé à 460 000 au Bénin en 1995 mais pourrait avoisiner plus de 1,3 million aujourd'hui.

### Bibliographie

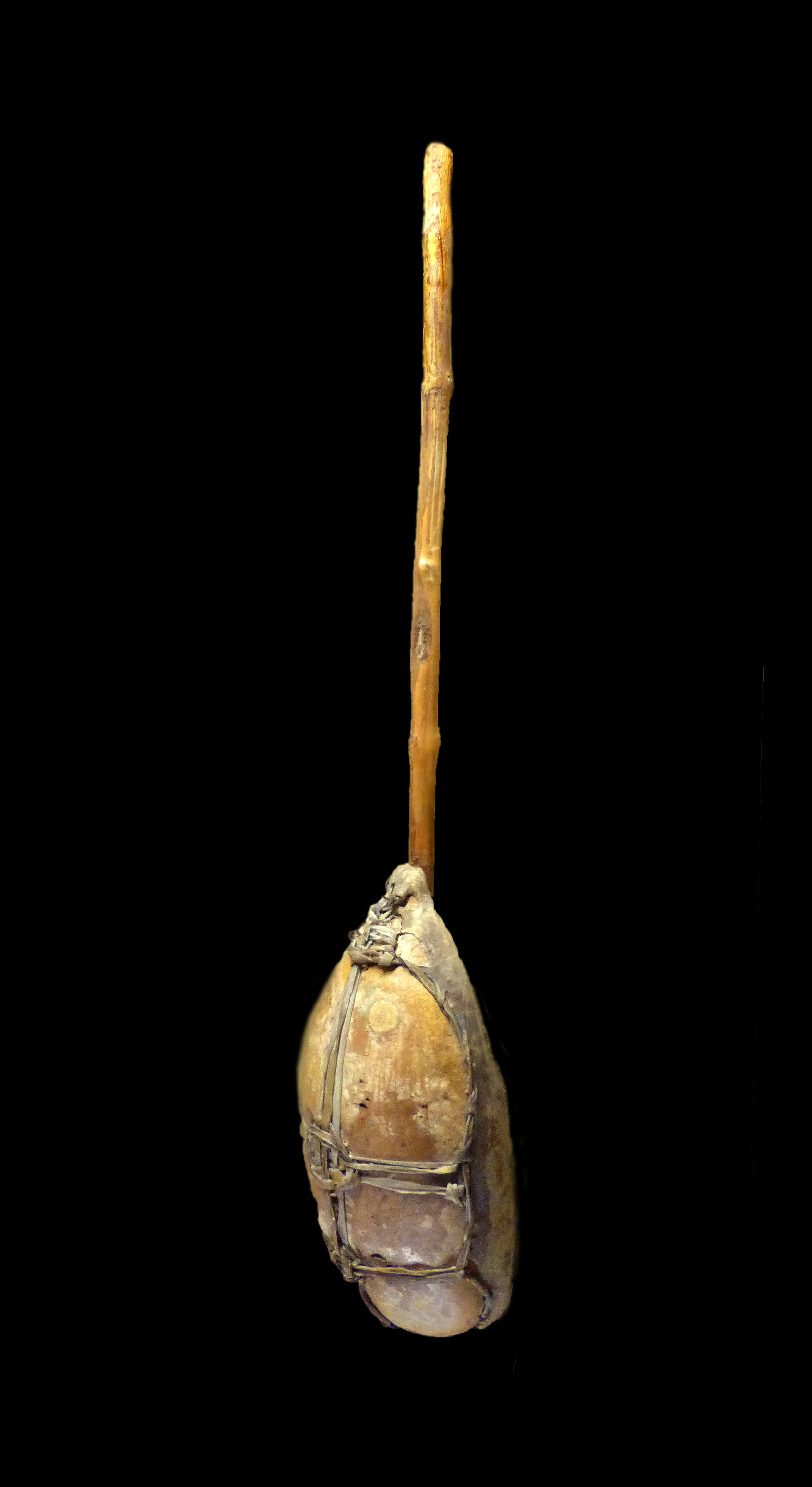
Luth ovale baatonu
(Musée africain de Lyon)

### Discographie
- Bénin : musique Bariba et Somba (Simha Arom, collecteur), Auvidis, Unesco, Paris, 1994, 43 min (CD + brochure)
- Bénin : Bariba (Charles Duvelle, collecteur), Universal Division Mercury, Antony, 1999, 49 min (CD + livret)

### Filmographie
Le film Le Secret de l'enfant fourmi de  Christine François traite le sujet des pratiques infanticides rituelles liées aux croyances de sorcellerie chez les Baribas du Centre et Nord Bénin.
"Sous l'arbre à Palabres", film documentaire de Claire Savary, 54', 2014, tourné en milieu Bariba dans le village de Guimebererou (Atacora, Nord Bénin), aborde la question de la transmission intergénérationnelle de l'histoire coloniale à travers les témoignages directs de personnes quasi-centenaires. 